# زکا لوپس
زکا لوپس (پرتغالی: Zéca Lopes; ۱ نوامبر ۱۹۱۰ – ۲۸ اوت ۱۹۹۶) بازیکن فوتبال اهل برزیل بود.
از باشگاه‌هایی که در آن بازی کرده‌است می‌توان به باشگاه فوتبال کورینتیانس اشاره کرد.
وی همچنین در تیم ملی فوتبال برزیل بازی کرده‌است.